# Erik Johansson (labdarúgó, 1988)
Erik Johansson (Falkenberg, 1988. december 30. –) svéd válogatott labdarúgó.

## Sikerei, díjai
- Malmö FF
  - Svéd bajnok: 2013, 2014
  - Svéd szuperkupa: 2013, 2014
- FC København
  - Dán bajnok: 2015–16, 2016–17
  - Dán kupa: 2015–16, 2016–17
- Djurgårdens IF
  - Svéd bajnok: 2019